# Hofsee (Zurow)
Der Hofsee ist ein See in der Gemeinde Zurow im Landkreis Nordwestmecklenburg. Er liegt direkt an der Ortslage. An der Nordspitze des Sees führt direkt die Bundesstraße 192 vorbei. Der See liegt in der Nähe des Autobahnanschlusses Zurow der Bundesautobahn 20. Die Süd- und Westufer sind mit Schilf bewachsen und bewaldet. Der See hat eine Nord-Süd-Ausdehnung von etwa 530 Metern und eine West-Ost-Ausdehnung von etwa 230 Metern.